# 錦江站
錦江站（日语：／ Kinkō eki */?）是位於鹿兒島縣姶良市加治木町，屬於'九州旅客鐵道（JR九州）的日豐本線車站。本站是與姶良站同時期設置的車站，主要讓通勤上學的乘客使用。
車站附近用地被鹿兒島縣住宅供給公社開發為新團地，後來更願意以全數支付建設費來換取建站，是為請願站。此站在開業時為無人站，民營化後變成由JR九州鐵道營業負責車站業務的業務委託車站。後來JR九州為了減少鐵道事業的赤字，在2015年春季大規模地把車站改為無人車站，而此站則在2015年3月14日轉為全日無人車站。

## 車站構造

### 站房
本站為採用簡易車站模式的車站。出入口位於月台正中央位置，只設有樓梯上落，但左側有一座以木板組合屋式的簡易站房，為以前的售票窗口及便利店，無人化後兩者均沒有再營業。右側建有一座男、女獨立洗手間，洗手間前端為單車停泊場。
站房外設有一部簡易式近距離自動售票機以及顯示行車資訊的LED顯示器，此站可以使用「SUGOCA」IC卡，以及可以與SUGOCA互相使用的交通系IC卡。出入口設有一對出入站專用的SUGOCA閘機，站外亦放置了一部可供增值的SUGOCA增值機。

### 月台

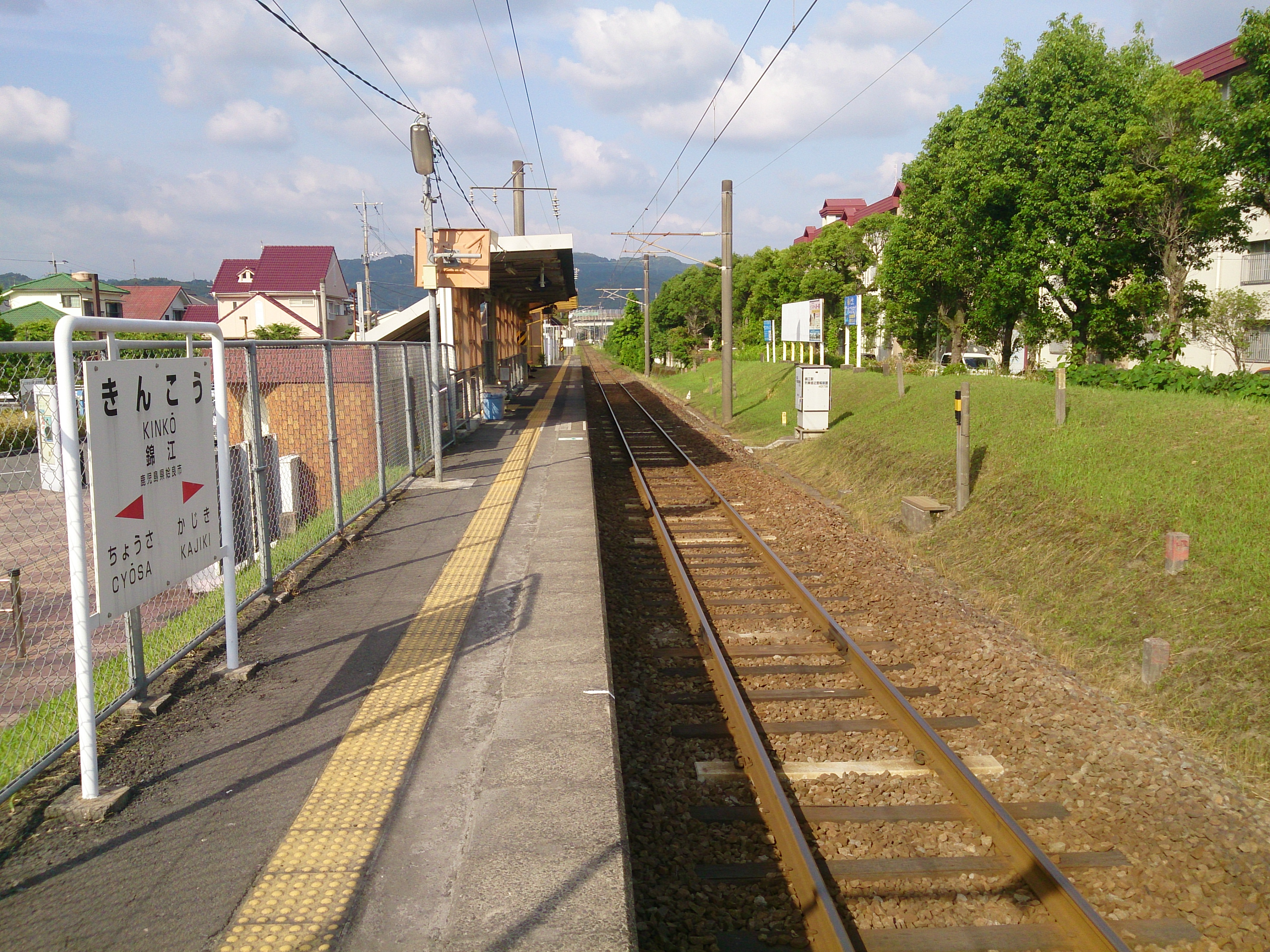
月台（2013年5月）

相比當時大部份通勤車站的月台，只是採用最簡易的鋼架及鐵板所搭建，本站月台採用全水泥灌注及採用水泥磚所建成，有效長度為6輛，而在站房後方及附近範圍，更裝有塑膠板上蓋及背板，並設有兩張候車長櫈，配置比一般的簡易車站為佳。
列車進站時，往鹿兒島方向為右側上落；往國分方向為左側上落。
| 路線      | 上下行 | 方向                                        |
| --------- | ------ | ------------------------------------------- |
| ■日豐本線 | 上行   | 隼人、國分、都城、宮崎方向                  |
| ■日豐本線 | 下行   | 鹿兒島中央、經■鹿兒島本線往伊集院、川內方向 |

## 歷史
- 1986年3月3日：日本國有鐵道開設此站。
- 1987年4月1日：隨國鐵分割民營化，車站由九州旅客鐵道（JR九州）營運。
- 1993年：

- 8月6日：受平成5年8月豪雨影響，西都城站至鹿兒島站一段停駛。
- 9月19日：隨國分站～鹿兒島站之間重新開通而重開。

- 2012年12月1日：可以使用IC卡「SUGOCA」[5]。
- 2015年3月14日：改為無人車站[3][2]。

## 使用狀況
以下為近年1日平均乘車人次列表：
| 年度 | 1日平均 乘車人次 | 1日平均 上下車人次 |
| ---- | ---------------- | ------------------ |
| 2004 |                  | 1,215              |
| 2005 |                  | 1,162              |
| 2006 |                  | 1,152              |
| 2007 | 559              | 1,101              |
| 2008 | 566              | 1,118              |
| 2009 | 531              | 1,051              |
| 2010 | 553              | 1,091              |
| 2011 | 564              | 1,117              |
| 2012 | 595              | 1,178              |
| 2013 | 633              | 1,254              |
| 2014 | 592              | 1,171              |
| 2015 | 564              | 1,107              |
| 2016 | 523              | 1,037              |
| 2017 | 523              | 1,046              |
| 2018 | 513              | 沒有紀錄           |
| 2019 | 503              | 沒有紀錄           |
| 2020 | 409              | 沒有紀錄           |
| 2021 | 432              | 沒有紀錄           |
| 2022 | 451              | 沒有紀錄           |
| 2023 | 467              | 沒有紀錄           |

## 相鄰車站
九州旅客鐵道
■日豐本線
■特急「霧島」
通過
■普通
加治木－錦江－帖佐

## 外部連結
- JR九州錦江站 （页面存档备份，存于）（日語）